# بيرسي بارتون
بيرسي بارتون (بالإنجليزية: Percy Barton)‏ (19 أغسطس 1895 في المملكة المتحدة - 1 أكتوبر 1961) هو لاعب كرة قدم بريطاني (وحمل سابقاً جنسية المملكة المتحدة لبريطانيا العظمى وأيرلندا) في مركز نصف الجناح. شارك مع منتخب إنجلترا لكرة القدم. أما مع النوادي، فقد لعب مع برمنغهام سيتي ونادي ستوربريدج.

## وصلات خارجية
- بيرسي بارتون على موقع ناشيونال فوتبول تيمز (الإنجليزية)